# Bedotia leucopteron
Bedotia leucopteron is een straalvinnige vissensoort uit de familie van de bedotia's (Bedotiidae). De wetenschappelijke naam van de soort is voor het eerst geldig gepubliceerd in 2007 door Loiselle & Rodriguez.
De soort is endemisch in Madagaskar.